# Lijst van voetbalinterlands Australië - Canada
Deze lijst van voetbalinterlands is een overzicht van alle officiële voetbalwedstrijden tussen de nationale teams van Australië en Canada. De landen speelden tot op heden negen keer tegen elkaar, te beginnen met een vriendschappelijke wedstrijd op 7 juni 1924 in Brisbane. Het laatste duel, eveneens een vriendschappelijke wedstrijd, werd gespeeld in Londen (Verenigd Koninkrijk) op 15 oktober 2013.

## Wedstrijden
| № | Plaats    | Datum            | Competitie           | Wedstrijd          | Uitslag |
| - | --------- | ---------------- | -------------------- | ------------------ | ------- |
| 1 | Brisbane  | 7 juni 1924      | Vriendschappelijk    | Australië – Canada | 3 – 2   |
| 2 | Sydney    | 14 juni 1924     | Vriendschappelijk    | Australië – Canada | 0 – 1   |
| 3 | Sydney    | 23 juni 1924     | Vriendschappelijk    | Australië – Canada | 4 – 1   |
| 4 | Newcastle | 28 juni 1924     | Vriendschappelijk    | Australië – Canada | 0 – 0   |
| 5 | Adelaide  | 12 juli 1924     | Vriendschappelijk    | Australië – Canada | 1 – 4   |
| 6 | Sydney    | 26 juli 1924     | Vriendschappelijk    | Australië – Canada | 1 – 0   |
| 7 | Edmonton  | 31 juli 1993     | WK 1994 kwalificatie | Canada – Australië | 2 – 1   |
| 8 | Sydney    | 15 augustus 1993 | WK 1994 kwalificatie | Australië – Canada | 2 – 1   |
| 9 | Londen    | 15 oktober 2013  | Vriendschappelijk    | Canada – Australië | 0 – 3   |

## Samenvatting
| Competitie        | Totaal gespeeld | Winst Australië | Gelijk | Winst Canada | Doelsaldo Australië – Canada |
| ----------------- | --------------- | --------------- | ------ | ------------ | ---------------------------- |
| WK-kwalificatie   | 2               | 1               | 0      | 1            | 3 − 3                        |
| Vriendschappelijk | 7               | 4               | 1      | 2            | 12 − 8                       |
| Totaal            | 9               | 5               | 1      | 3            | 15 − 11                      |

Wedstrijden bepaald door strafschoppen worden, in lijn met de FIFA, als een gelijkspel gerekend.

## Details

### Eerste ontmoeting
| Vriendschappelijk (Brisbane, Australië, 7 juni 1924): |       |                                     |
| Australië                                             | 3 – 2 | Canada                              |
| Dave Ward ??' James Masters ??' James Masters ??'     | goals | ??' Bill Linning ??' George Forrest |

### Tweede ontmoeting
| Vriendschappelijk (Sydney, Australië, 14 juni 1924): |       |                   |
| Australië                                            | 0 – 1 | Canada            |
|                                                      | goals | ??' Dick Stobbart |

### Zevende ontmoeting
| WK 1994 kwalificatie (Edmonton, Canada, 31 juli 1993): |              | |
| Canada | 2 – 1        | Australië |
| Mark Watson 52' Domenic Mobilio 57' | goals        | 44' (e.d.) Nick Dasovic |
| Bob Lenarduzzi | bondscoach   | Eddie Thomson |
| Craig Forrest Frank Yallop Mark Watson Nick Dasovic 46' Mike Sweeney Dale Mitchell Lyndon Hooper Colin Miller John Limniatis 46' Domenic Mobilio Alex Bunbury | opstellingen | Robert Zabica 17' Milan Blagojevic Mehmet Durakovic Ned Zelic Alex Tobin Paul Okon Robbie Slater 69' Aurelio Vidmar Frank Farina Graham Arnold Jason van Blerk |
| Carl Valentine 46' Norman Odinga 46' Eddy Berdusco Pat Onstad Geoff Aunger                                                                                    | wissels      | 17' Mark Schwarzer 69' Jason Polak Paul Wade Domenic Longo |
| Mike Sweeney 21' | gele kaarten | 25' Frank Farina 42' Jason van Blerk |
| | rode kaarten | 17' Robert Zabica |

### Achtste ontmoeting
| WK 1994 kwalificatie (Sydney, Australië, 15 augustus 1993): |                     | |
| Australië | 2 – 1               | Canada |
| Frank Farina 45' Mehmet Durakovic 77' | goals               | 55' Lyndon Hooper |
| Paul Wade Aurelio Vidmar Alex Tobin Frank Farina | strafschoppen 4 – 1 | Dale Mitchell Alex Bunbury Mike Sweeney |
| Eddie Thomson | bondscoach          | Bob Lenarduzzi |
| Mark Schwarzer Tony Vidmar Mehmet Durakovic Milan Ivanovic Alex Tobin Ned Zelic 100' Robbie Slater 75' Aurelio Vidmar Frank Farina Graham Arnold Jason van Blerk | opstellingen        | Craig Forrest Frank Yallop Mark Watson Randy Samuel Mike Sweeney Colin Miller Lyndon Hooper 108' Nick Dasovic Dale Mitchell 46' Domenic Mobilio Alex Bunbury |
| Dave Mitchell 75' Paul Wade 100' Domenic Longo Jason Polak Tony Franken                                                                                          | wissels             | 46' Carl Valentine 108' Grant Needham Geoff Aunger Pat Onstad Norman Odinga                                                                                  |
| Frank Farina 43' Tony Vidmar 61' Mehmet Durakovic 88' | gele kaarten        | 69' Colin Miller 77' Mike Sweeney |

### Negende ontmoeting
| Vriendschappelijk (Londen, Verenigd Koninkrijk, 15 oktober 2013): |              | |
| Canada | 0 – 3        | Australië |
| | goals        | 1' Joshua Kennedy 52' Dario Vidošić 79' Mathew Leckie |
| Benito Floro | bondscoach   | Aurelio Vidmar |
| Milan Borjan Nik Ledgerwood 46' Adam Straith David Edgar Julian de Guzman 25' Iain Hume 46' Dwayne De Rosario 46' Doneil Henry Marcel de Jong 60' Tosaint Ricketts Simeon Jackson 54' | opstellingen | 46' Mitchell Langerak Lucas Neill David Carney 68' Rhys Williams Jason Davidson 73' Mark Bresciano Dario Vidosic 83' Mile Jedinak Matt McKay James Holland 62' Joshua Kennedy |
| Kyle Bekker 25' Stefan Cebara 46' Jonathan Osorio 46' Russell Teibert 46' Ashtone Morgan 54' Samuel Piette 60'                                                                        | wissels      | 46' Mathew Ryan 62' Mathew Leckie 68' Oliver Bozanic 72' Nikita Rukavytsya |
| | gele kaarten | 58' Rhys Williams |
| - Australië onder leiding van interim-bondscoach Aurelio Vidmar. |              | |